# Ваймер (Техас)
Ваймер (англ. Weimar) — місто (англ. city) в США, в окрузі Колорадо штату Техас. Населення — 2076 осіб (2020).

## Географія
Ваймер розташований за координатами 29°42′0″ пн. ш. 96°46′38″ зх. д. / 29.70000° пн. ш. 96.77722° зх. д. (29.700050, -96.777251).  За даними Бюро перепису населення США в 2010 році місто мало площу 5,99 км², з яких 5,99 км² — суходіл та 0,01 км² — водойми.

## Демографія
Згідно з переписом 2010 року, у місті мешкала 2151 особа в 844 домогосподарствах у складі 546 родин. Густота населення становила 359 осіб/км².  Було 961 помешкання (160/км²).
Расовий склад населення:
| - 66,5 % — білих - 18,5 % — чорних або афроамериканців - 0,6 % — азіатів - 0,5 % — корінних американців - 11,3 % — осіб інших рас |

До двох чи більше рас належало 2,7 %. Частка іспаномовних становила 26,3 % від усіх жителів.
За віковим діапазоном населення розподілялося таким чином: 24,4 % — особи молодші 18 років, 53,7 % — особи у віці 18—64 років, 21,9 % — особи у віці 65 років та старші. Медіана віку мешканця становила 42,3 року. На 100 осіб жіночої статі у місті припадало 89,3 чоловіків;  на 100 жінок у віці від 18 років та старших — 82,7 чоловіків також старших 18 років.
Середній дохід на одне домашнє господарство  становив 66 014 долари США (медіана — 42 969), а середній дохід на одну сім'ю — 86 457 доларів (медіана — 61 818). Медіана доходів становила 46 773 долари для чоловіків та 35 089 доларів для жінок. За межею бідності перебувало 17,7 % осіб, у тому числі 16,2 % дітей у віці до 18 років та 23,4 % осіб у віці 65 років та старших.
Цивільне працевлаштоване населення становило 1034 особи. Основні галузі зайнятості: освіта, охорона здоров'я та соціальна допомога — 31,4 %, виробництво — 19,6 %, роздрібна торгівля — 10,9 %, будівництво — 7,9 %.